# Oscar Castro-Neves
Oscar Castro-Neves, född 15 maj 1940 i Rio de Janeiro, död 27 september 2013 i Los Angeles, Kalifornien, var en brasiliansk gitarrist, arrangör och kompositör som är en ansedd, fundamental figur inom Bossa nova. Han och hans två bröder föddes som trillingar och tillsammans bildade de ett band i sin ungdom. Vid 16 års ålder hade han en nationell hit med "Chora Tua Tristeza". Många musiker inom Bossa Nova började som tonåringar så detta var en aning ovanligt. 1962 spelade han på en Bossa Nova-konsert i Carnegie Hall och sedan turnerade han med Stan Getz och Sergio Mendes. Sedan gick han vidare för att arbeta med olika musiker, inklusive Yo Yo Ma, Michael Jackson, Barbra Streisand, Stevie Wonder, João Gilberto, Lee Ritenour, Airto Moreira, Toots Thielemans, John Klemmer och Diane Schuur. Under 1970-talet och början av 1980-talet spelade han med Paul Winter Consort. Under senare tid bodde Castro-Neves i Los Angeles i Kalifornien, där han arbetade som orkestratör för ett antal filmer, exempelvis Blame it on Rio och En värsting till syster 2.